# Oliver Oberhammer
Oliver Oberhammer (* 20. Oktober 1972) ist ein ehemaliger österreichischer Fußballspieler und nunmehriger -trainer.

## Karriere

### Als Spieler
Oberhammer begann seine Karriere bei Dynamo Jedlersdorf. 1994 wechselte er zum SV Neulengbach. 1997 schloss er sich dem FC 1980 Wien an. Nach mehreren Jahren bei 1980 Wien wechselte er zur Saison 2004/05 zum Rennweger SV 1901. Mit dem RSV konnte er zu Saisonende in die Wiener Stadtliga aufsteigen. Nach der Saison 2005/06 verließ er den Verein.
Nachdem er ein halbes Jahr vereinslos gewesen war, kehrte Oberhammer in der Winterpause der Saison 2006/07 zum RSV zurück. Nach Saisonende wechselte er zum SV Gols. Nach einem halben Jahr im Burgenland kehrte er im Jänner 2008 erneut zum RSV zurück. Ab September 2008 fungierte er zusätzlich als Trainer des Vereins.
Zur Saison 2009/10 wechselte er ein zweites Mal zum FC 1980 Wien. Im Jänner 2011 schloss er sich dem SC Cover-Direct.com an, für den er bis 2012 spielte. Zwischen 2013 und 2014 spielte er noch für den FC Austria XVII, ehe er seine Karriere als Spieler beendete.

### Als Trainer
Oberhammer fungierte ab September 2008 als Cheftrainer des Rennweger SV 1901, wo er zudem als Spieler aktiv war. Ab 2009 trainierte er in der Jugend und der Akademie des SK Rapid Wien.
Zur Saison 2012/13 wurde er Trainer der Amateure des SV Horn. Ab der Saison 2013/14 fungierte er als Trainer beim SC Prottes, den er bis zur Trennung im Mai 2015 trainierte.
Daraufhin trainierte er ab Juli 2015 den viertklassigen ASV 13. Im Mai 2016 trennten sich die Wiener von Oberhammer.
Ab der Saison 2016/17 trainierte er in der Akademie des FC Admira Wacker Mödling. Im Juni 2017 wurde er Trainer des viertklassigen SC Retz. Im November 2017 trennten sich die Retzer von ihm.
Zur Saison 2018/19 wurde Oberhammer Trainer des Zweitligisten Floridsdorfer AC. Nach der Hinrunde jener Saison trennte sich der FAC im November 2018 von Oberhammer. Im Dezember 2020 übernahm er den fünftklassigen SV Würmla. Dort stand er allerdings nie an der Seitenlinie, da die Amateursaison 2020/21 COVID-bedingt abgebrochen wurde. Zur Saison 2021/22 wurde er Trainer des Regionalligisten 1. Wiener Neustädter SC. Im September 2021 trennte sich Wiener Neustadt von ihm, der Klub lag zu jenem Zeitpunkt nach neun Spieltagen am Tabellenende der Ostliga.